# موسى بن مهنا
مظفر الدين موسى بن مهنا (تُوفي في نوفمبر 1341) هو أمير العرب (قائد القبائل البدوية) في سوريا وصاحب سلمية وتدمر تحت حكم المماليك ما بين 1335 – نوفمبر 1341. كان زعيم عشيرة آل الفضل الطائية، وقد خلف والده مهنا بن عيسى. حافظ موسى على علاقات وثيقة مع السلطان الناصر محمد بن قلاوون ومن ثم تعاون معه خلال فترة انشقاق مهنا وانضمامه لصفوف المغول الإلخانيين. وفي مقابل دعم موسى وجلب الخيول العربية للسلطنة، وزَّع الناصر محمد إقطاعات كبيرة في سوريا.

## سيرته
موسى هو ابن مهنا بن عيسى وحفيد عيسى بن مهنا الفضلي. حيث يأتي هذا الاسم الأخير من آل الفضل، وهي عشيرة من بني ربيعة، التي كانت فرعا من بني الجراح، وهي نفسها جزء من قبيلة طيء الكبيرة التي هيمنت على منطقة الصحراء الممتدة بين نهر الفرات في الشمال إلى وسط نجد في الجنوب. أصبح مهنا أمير العرب وصاحب سلمية وتدمر تحت سلطة السلطنة المملوكية. خلال فترة حكم مهنا بن عيسى في 1311–1312، انشق هذا الأخير وانضم لصفوف المغول الإلخانيين، ولكن ظل موسى موالياً للسلطان المملوكي، الناصر محمد. على الرغم من ولاء موسى، عُيِّن السلطان شقيق مهنا الفضل بن عيسى في منصب أمير العرب بدلاً عنه. ومع ذلك، أُعطي لموسى راتباً سنوياً وزار السلطان في القاهرة بانتظام.
خلف موسى والده في منصب أمير العرب في 1335. في نفس العام، هدد موسى الناصر محمد بأنه سيقود ثورة بدوية ضده إذا لم يسترجع الإقطاعات التي أعطاها لآل الفضل، والتي صادرها في السابق من أسرته؛ كانت الإقطاعات مصدراً مهماً لجلب الأموال وإعطائها للأمراء والجنود المماليك لتحفيزهم على القتال في الحدود مع أرمينيا الصغرى. تخوف الناصر محمد من انشقاق القبائل البدوية، وانضمامها لجانب الإلخانيين. لتجنب تمرد محتمل من القوات المملوكية المقاتلة في أرمينيا، وعد محافظ حلب المملوكي موسى بالتحدث مع الناصر محمد لاستعادة الإقطاعات، لكن هذا الأخير لم يوافق على مطالب موسى. كان الناصر محمد متيماً بثقافة البدو، وسعى خصوصاً للحصول على أفضل الخيول العربية من البدو. في 1337، قيل أن الناصر منح موسى إقطاعاً ومليون درهم فضي درهم مقابل حصان واحد. بضعة أشهر بعد ذلك، دفع الناصر محمد 560,000 درهماً إلى موسى في مقابل الحصول على عدة خيول.
تعاون موسى مع الناصر محمد لإلقاء القبض على نائب السلطان المملوكي في سوريا، تنكيز الحسامي. أمر موسى قواته البدوية بمنع تنكيز من الفرار، وإفشال عمليات القوات السلطانية بإلقاء القبض عليه. غادر موسى القاهرة بعد لقائه مع السلطان، وقام بقيادة فرق الخيالة الخاصة به التي كانت تتدرب بالقرب حمص. في النهاية، لم تساهم مساعدة موسى في استسلام تنكيز، والذي قام به في بدايات 1340 في معسكر الجيش المملوكي في صفد. توفي موسى في نوفمبر 1341 وخلفه شقيقه سليمان. في وقت لاحق في القرن 14، تقلد ابن موسى عمر وحفيده زاميل المنصب.

## الملاحظات
1. ↑  اسمه الكامل مع نسبه: مظفر الدين موسى بن مهنا بن عيسى بن مهنا بن مانع بن حديثة بن عضية بن الفضل بن بن ربيعة بن حازم بن علي بن المفرج بن دغفل بن الجراح الشامي الطائي التدمري